# Zijdestaartnachtzwaluw
De zijdestaartnachtzwaluw (Antrostomus sericocaudatus; synoniem: Caprimulgus sericocaudatus) is een vogel uit de familie Caprimulgidae (nachtzwaluwen).

## Verspreiding en leefgebied
Deze soort komt wijdverspreid voor in Zuid-Amerika en telt twee ondersoorten:
- A. s. mengeli: noordelijk Brazilië, noordelijk Peru en noordelijk Bolivia.
- A. s. sericocaudatus: zuidoostelijk Brazilië, oostelijk Paraguay en noordoostelijk Argentinië.